# 弗兰克派 (克罗地亚)
弗兰克派是克羅地亞的一個政治思想流派，弗兰克派源自19世纪末的克罗地亚民族主义领袖约西普·弗兰克的思想。弗兰克派支持者将塞尔维亚人视作克罗地亚人的敌人，号召克罗地亚人对塞尔维亚王国以及南斯拉夫主義者作斗争，弗兰克派支持者反對克罗地亚和塞尔维亚两族间存在的一切互助、协作与团结。弗兰克派认定塞尔维亚人只能待在塞尔维亚境内。弗兰克派中的重要人物安特·帕韦利奇在1929年创立了烏斯塔沙。